# Proțiv, Borîspil
Proțiv (în ucraineană Проців) este o comună în raionul Borîspil, regiunea Kiev, Ucraina, formată numai din satul de reședință.

## Demografie
Componența lingvistică a comunei Proțiv
     Ucraineană (97,04%)
     Rusă (2,96%)
Conform recensământului din 2001, majoritatea populației comunei Proțiv era vorbitoare de ucraineană (97,04%), existând în minoritate și vorbitori de rusă (2,96%).